# روري ريد
روري ريد (بالإنجليزية: Rory Reid)‏ هو محامي أمريكي، ولد في 11 يوليو 1963 في الإسكندرية في الولايات المتحدة.

## وصلات خارجية
- الموقع الرسمي